# Kiukuunsaari (ö i Norra Karelen)
Kiukuunsaari är en ö i Finland. Den ligger i sjön Lopolampi och i kommunen Kides i den ekonomiska regionen  Mellersta Karelens ekonomiska region  och landskapet Norra Karelen, i den sydöstra delen av landet, 300 km nordost om huvudstaden Helsingfors. Öns area är omkring 510 kvadratmeter och dess största längd är 50 meter i sydöst-nordvästlig riktning.